# Tankmonument (Leopoldsburg)

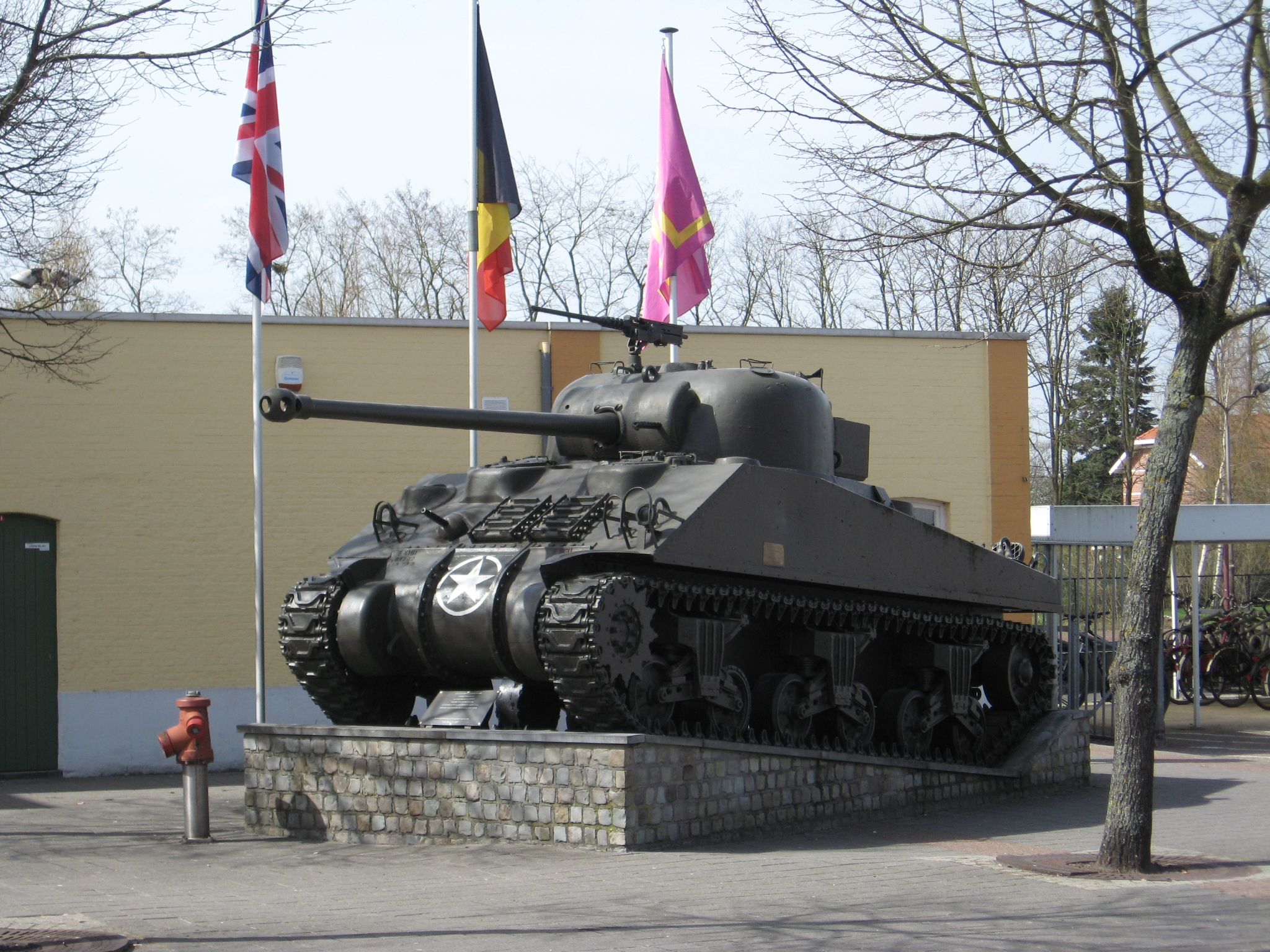
Tankmonument in Leopoldsburg

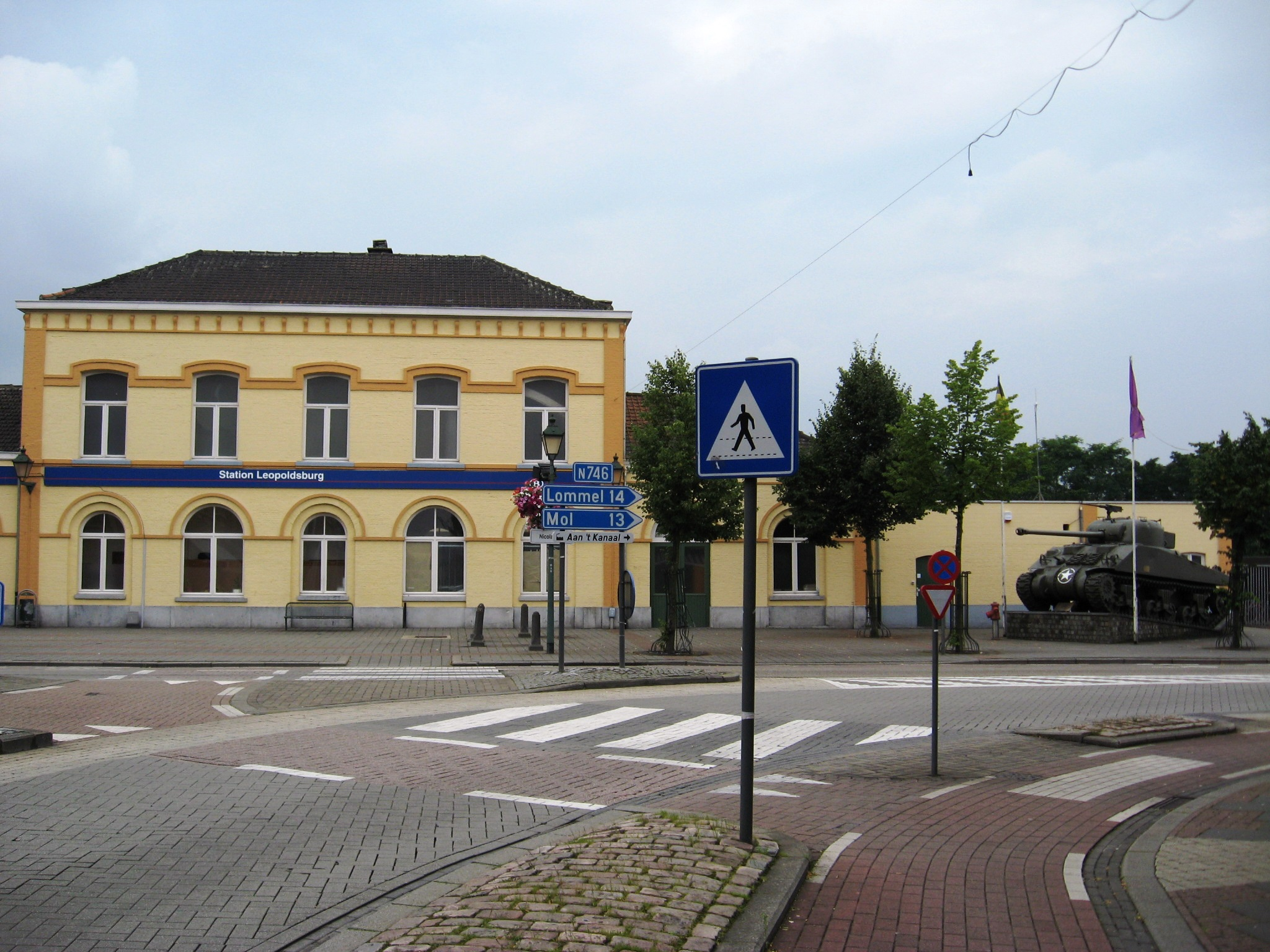
Ligging voor het station

Het Tankmonument is een oorlogsmonument in de Belgische gemeente Leopoldsburg. Het tankmonument staat voor het station Leopoldsburg op het kruispunt van de Nicolaylaan (N746) met de Stationsstraat (N73). De tank is een combinatie van een Sherman M4A4 romp en een Sherman Firefly koepel. In een Firefly romp wordt de plaats van de .30 machinegeweerschutter ingenomen door een munitieopslagplaats. Dit .30 machinegeweer is in deze romp wel nog aanwezig.

## Geschiedenis

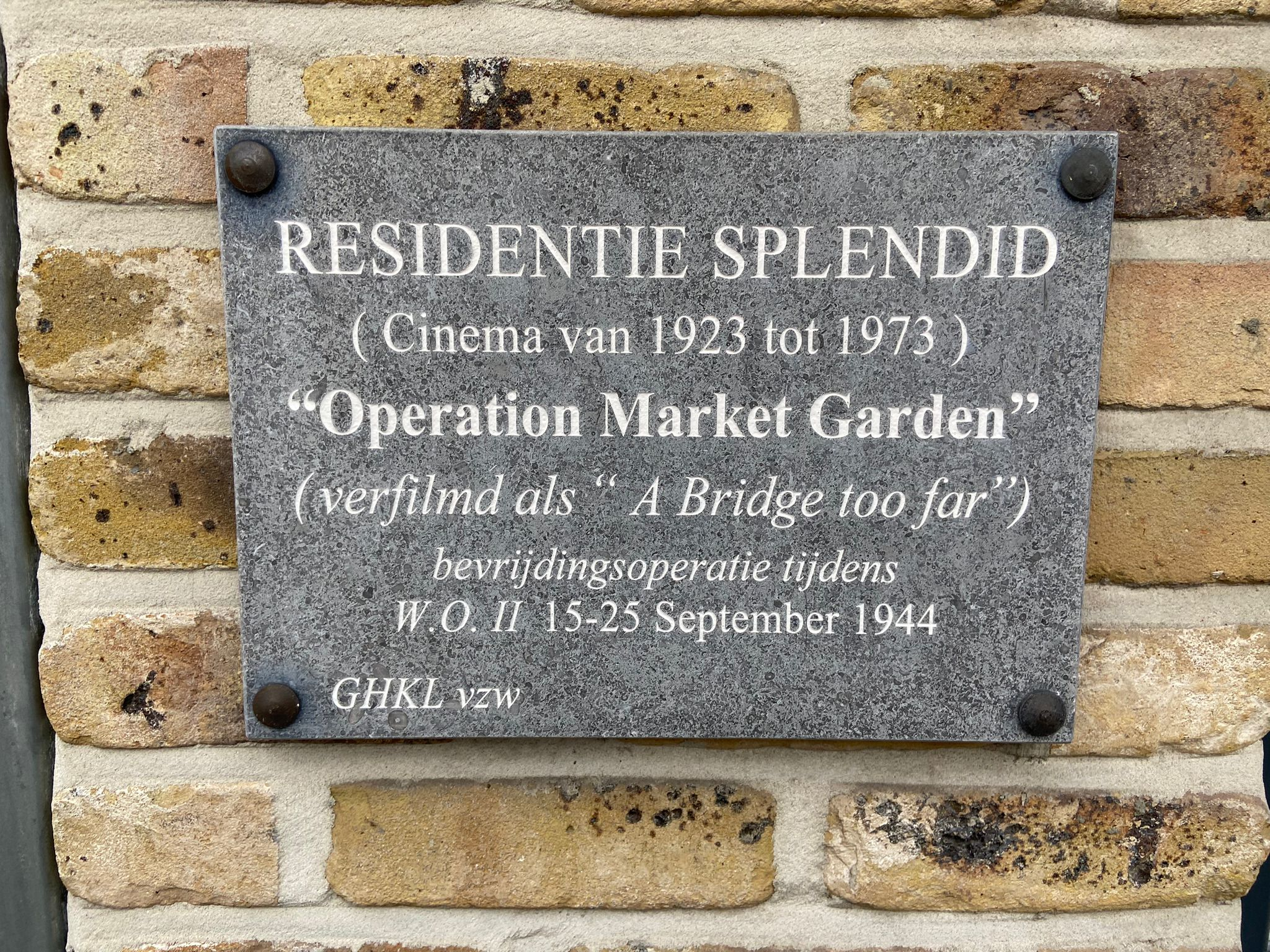
Gedenkplaat 'Splendid'

Tijdens de Tweede Wereldoorlog werd Leopoldsburg op 12 september 1944 bevrijd door de Brigade Piron. Drie dagen later, op 15 september 1944, gaf Generaal Brian Horrocks de orders voor operatie Market Garden aan de bevelhebbers van de landstrijdkrachten die hier tegenover het station in de bioscoop Splendid waren samengekomen. Het bioscoopgebouw brandde af in 1979 en hierop werden de resten gesloopt voor nieuwbouw. Het enige wat vandaag nog herinnert aan bioscoop Splendid in Leopoldsburg, is een kleine gedenkplaat op de gevel van het appartementsgebouw op de Nicolaylaan 49.
De briefing van Generaal Horrocks in bioscoop Splendid is een thema in het Liberation Garden Museum van Leopoldsburg. 
Op 5 oktober 1984 werd het tankmonument door minister van Landsverdediging Alfred Vreven ingehuldigd ter herinnering aan deze briefing van 1944.
In 2015 werd de tank door het gemeentebestuur van Leopoldsburg gerenoveerd en kreeg deze een nieuwe verflaag.